# Mascaramento

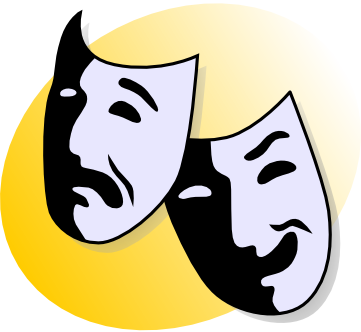
No teatro, na comédia e nas tragédias gregas, máscaras são usadas para ajudar os atores a retratar as emoções de suas personagens. De forma semelhante, as pessoas podem usar uma máscara social para retratar emoções e personalidades socialmente mais aceitáveis.

Mascaramento (em inglês:  masking) é o processo no qual uma pessoa transforma ou "mascara" sua personalidade natural para se conformar às pressões sociais e situações de abuso ou assédio. Alguns exemplos de mascaramento são um temperamento excessivamente dominante, dois temperamentos incongruentes ou a exibição de três dos quatro temperamentos principais do humorismo na mesma pessoa. O mascaramento pode ser influenciado por fatores sociais e ambientais, como no autoritarismo do familismo e por situações de rejeição social e abuso psicológico, físico ou sexual. Uma pessoa pode adotar uma máscara sem saber que está adotando o mascaramento, pois é um comportamento que ocorre tanto subconscientemente como conscientemente. É um processo associado também à psicopatia.

## História

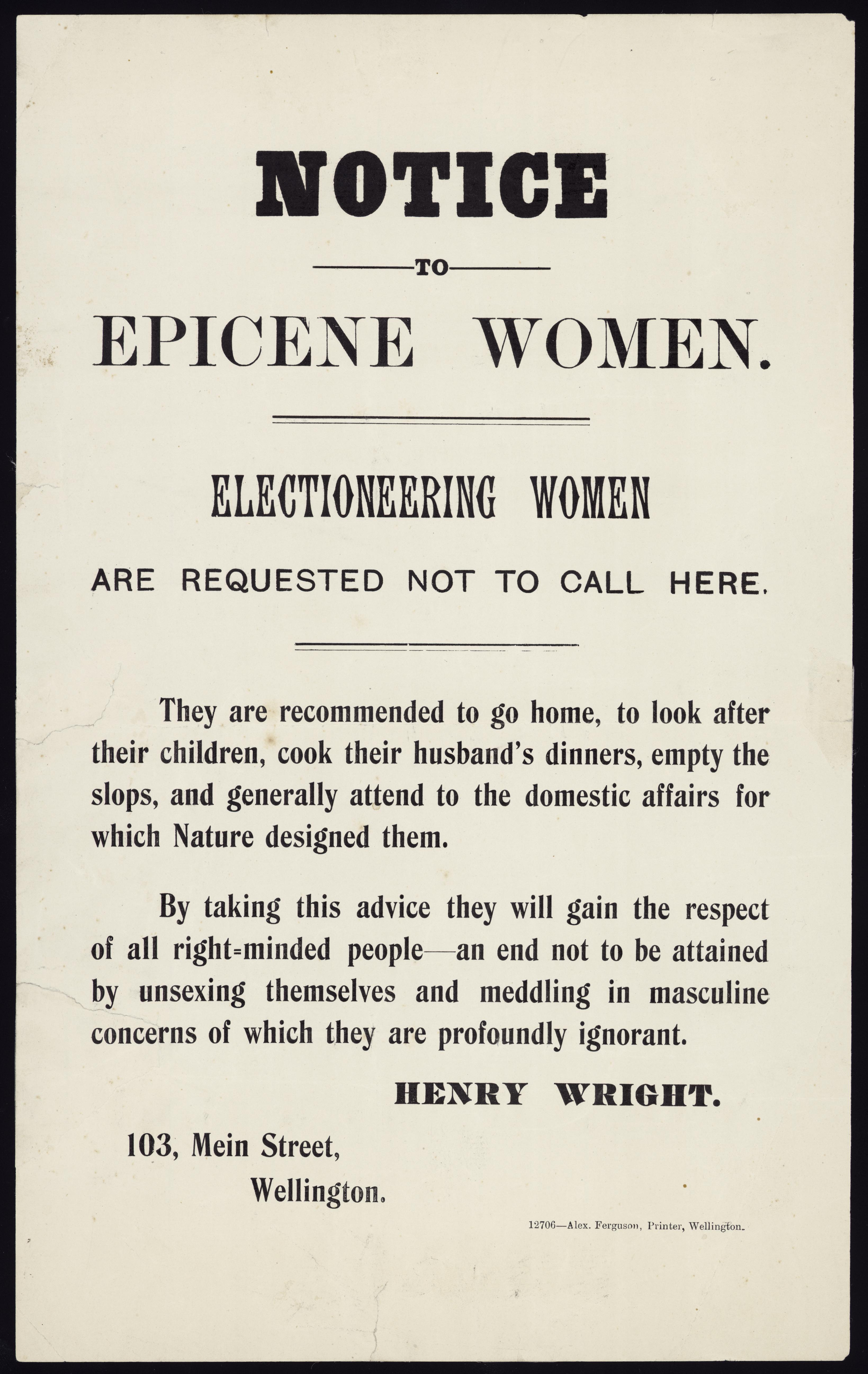
Panfleto eleitoral americano (1902) que recomenda às mulheres a abdicarem seu direito ao sufrágio, sugerindo a "irem para casa, cuidar de seus filhos, cozinhar para seu marido, lavar as louças e realizar as tarefas domésticas que foram naturalmente designada a elas".

O termo mascaramento foi usado pela primeira vez por Ekman (1972) e Friesen (1969) para descrever o ato de esconder o nojo Também foi considerado um comportamento aprendido e adaptado de acordo com o meio social. Os estudos de desenvolvimento sugerem que essa capacidade começa já na fase pré-escolar do indivíduo e avança com a idade. Em estudos recentes de desenvolvimento, o mascaramento é definido como a ocultação de uma emoção para retratar outra emoção. É usado principalmente para substituir uma emoção negativa (geralmente tristeza, frustração e raiva) com uma emoção positiva.

## Causas
Fatores ambientais, como diferenças hierárquicas, a adaptação ao locus onde o sujeito se insere e as metas de conversação em relacionamentos são alguns dos motivos pelos quais um indivíduo expressaria, suprimiria ou mascararia uma emoção. Mascarar é uma adaptação da psique para se adaptar ao conformismo social, através de atitudes que ajudam a  recalcar emoções que não são aprovadas por outros sujeitos. Como uma pessoa deseja ser aceita pelo público, o mascaramento ajuda a disfarçar características como raiva, ciúme ou inveja - emoções que não costumam ser socialmente aceitáveis. 

### Sociais e ambientais
- De acordo com a comunicação proxêmica, o espaço pessoal é modelado de acordo com o espaço social, de modo que o primeiro é moldado pelo segundo e varia de acordo com os indivíduos, que podem mascarar as emoções em ambientes de interação com pessoas próximas ou estranhos.[2][4]
- O ambiente em que está inserida é um fator interveniente no mascaramento, principalmente quando a pessoa se sente desconfortável ou rejeitada.[2][4]

### Diferenças de gêneros
Mascarar emoções negativas costumar variar de acordo com o(s) gênero(s). Alguns autores sugerem que mulheres tendem a ter uma maior habilidade para esconder suas emoções negativas  em comparação aos homens. Uma das possíveis razões pelas quais as mulheres seriam capazes de mascarar melhor suas emoções negativas são ligadas a pressão dos pares e ao condicionamento provocado pelo sexismo estrutural que delega papéis específicos de gênero, como a expectativa de que ajam como gentis e recalquem outros aspectos personalistas.

### Culturais
O mascaramento também difere entre as culturas. Alguns estudos afirmam que certas culturas tendem a moderar suas expressões emocionais, enquanto outras mostram uma quantidade maior de emoções e expressões positivas.

## Mascaramento autista

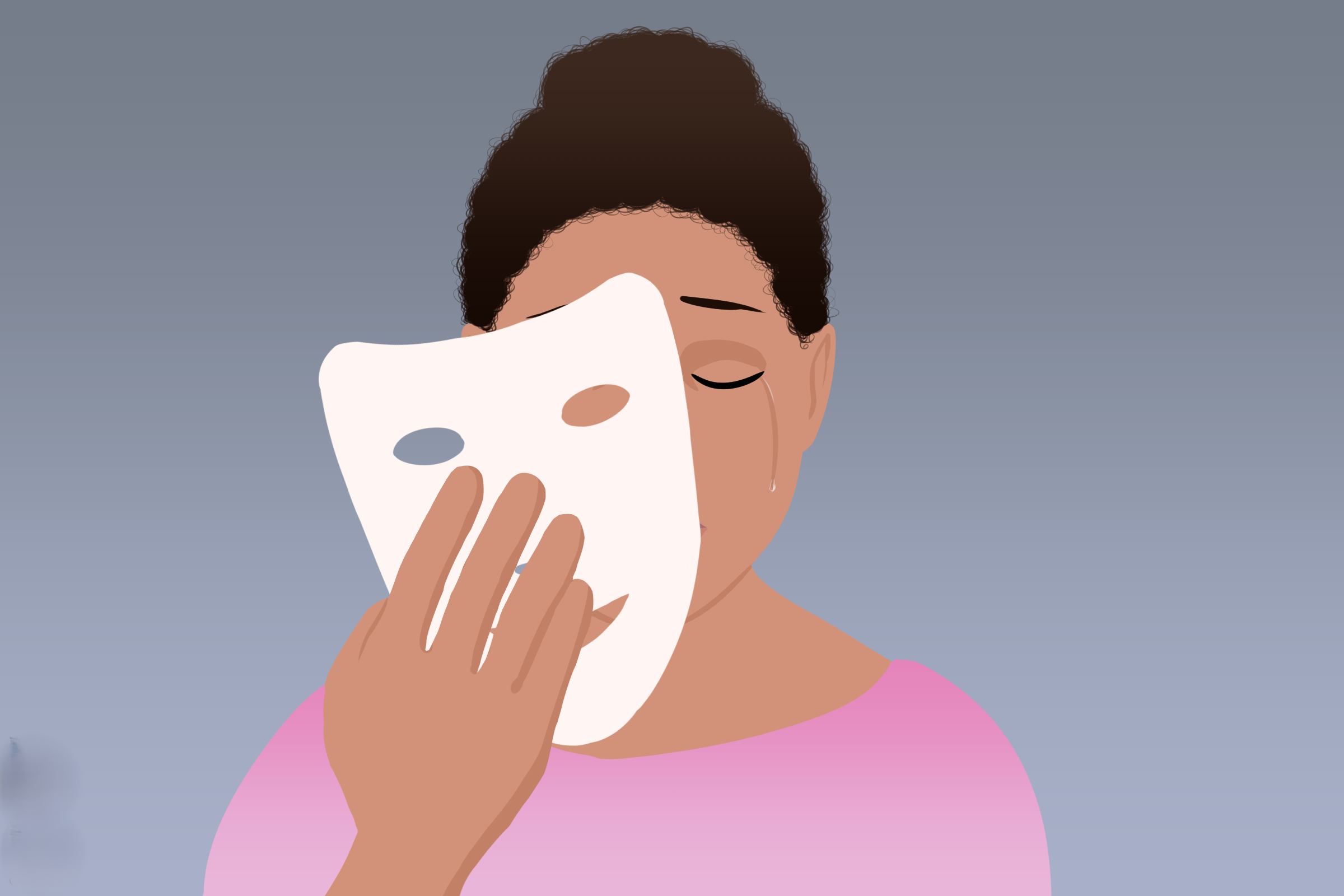
Arte autista representando o mascaramento

Algumas pessoas inseridas no espectro autista podem mascarar seus sinais de autismo para atender às expectativas sociais. Isso pode envolver comportamentos como a supressão de tiques, o fingimento de risos e outras expressões socialmente agradáveis em um ambiente que consideram desconfortável, avaliar conscientemente seu próprio comportamento e se espelhar no dos outros ou escolher não falar sobre seus interesses. Como o mascaramento também pode ocorrer por um esforço consciente, o processo costuma ser exaustivo quando as pessoas autistas utilizar máscaras por um longo período de tempo. Como a máscara faz que a pessoa pareça não autista ou neurotípica, ela pode ocultar eventuais necessidades de apoio que a pessoa possui. Pessoas do espectro autista mencionam aceitação social; a necessidade de conseguir um emprego, evitando o ostracismo, ou evitando o abuso verbal ou físico como motivos para o mascaramento.
Estudos sugerem que o mascaramento autista está correlacionado com maior incidência de depressão e suicídio. Em pesquisa que entrevistou adultos autistas, muitos relataram uma exaustão profunda como a da síndrome de burnout por tentar mascarar uma personalidade não autista. As terapias que conduzem as pessoas autistas a mascarar, como algumas formas de análise do comportamento aplicada (TEA), são controversas.

## Na esquizoanálise
Em O anti-Édipo (1972), Deleuze e Guattari argumentam que a constituição da personalidade é formada por indutores de qualquer natureza; estes fornecem estímulos que levam a crer na existência de uma falsa relação de adequação entre induzido e indutor — como um processo de indução matemática. Eles afirmam que "uma coisa é sempre mal julgada com base em seus começos, porque, para aparecer, ela é forçada a imitar estados estruturais" — essa adequação induz a um processo que fazem fluir no indivíduo forças que lhe sirvam de máscaras. Desse modo, a história de Édipo é o reconhecimento de que, desde o início, máscaras se aglomeram sobre máscaras, de modo que os pais e mesmo o nome-do-pai não são organizadores, mas indutores de estímulos de um valor que desencadeiam processos de natureza intrinsecamente distinta, que é indiferente aos estímulos.

"Sem dúvida, pode-se crer que, no começo (?), o estímulo, o indutor edipiano, é um verdadeiro organizador. Mas acreditar é uma operação intrínseca e não uma operação da consciência ou do pré-consciente sobre si mesmo, é uma operação extrínseca e não uma operação do consciente sobre si mesmo. E, desde o começo da vida da criança, já se trata de um empreendimento totalmente distinto que abre passagem através da máscara de Édipo um outro fluxo que flui através de todas as suas fendas, uma outra aventura que é a da produção desejante."

## Sinais e sintomas
Cada pessoa mascara suas emoções de maneira diferente. Durante a infância, o indivíduo aprende a se comportar de determinada maneira ao receber a aprovação das pessoas ao seu redor e, assim, desenvolve uma máscara. O indivíduo "não está consciente do papel que adotou e está projetando para fora, para as pessoas que encontra". Mesmo em situações que o indivíduo esteja altamente consciente, ele pode não saber que está usando uma máscara. Usar uma máscara utiliza a energia da consciência de uma pessoa e, a longo prazo, as tendências de mascaramento podem se tornar mais óbvias ao passo que se perde a energia para manter a máscara.

## Consequências

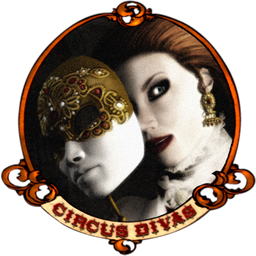
A máscara psíquica é uma metáfora para o condicionamento social por meio do recalcamento de emoções.

Pouco se sabe sobre os efeitos de mascarar as emoções negativas e substituí-las pela representação de emoções socialmente aceitáveis. No local de trabalho,estudos sugerem que o mascaramento pode levar a sentimentos de dissonância, insatisfação profissional, exaustão emocional e física e ao aumento de problemas de saúde autorrelatados. Alguns também relataram sentir sintomas somáticos e, como consequência, efeitos físicos e psíquicos negativos.

### Emoções mascaradas
Emoções comumente mascaradas:
- Raiva
- Ansiedade
- Nojo
- Culpa
- Medo
- Frustração
- Tristeza

Emoções que costumam ser expressadas no lugar das emoções mascaradas:
- Tédio
- Desprezo
- Frustração
- Bem-estar
- Felicidade
- Interesse
- Tristeza